# Sanctuaire marial de Betania
Le sanctuaire de Notre-Dame de Betania aussi dénommé sanctuaire Notre-Dame de la Réconciliation de Tous les Peuples, est un sanctuaire marial du Venezuela, établi à la fin du XXe siècle, à la suite des apparitions mariales de Betania à Maria Esperanza Medrano de Bianchini, de 1976 à 1989, près de la ville de Cúa.
Ces apparitions ont été reconnues par l'Église catholique en 1987, ouvrant la voie à la création d'un sanctuaire religieux pour accueillir les fidèles et les pèlerins. Ce sanctuaire a reçu plusieurs marques de reconnaissance des autorités politiques locales, et accueille des pèlerins venant de plusieurs pays étrangers.

## Localisation
Dans l'État de Miranda au Venezuela, près de la ville de Cúa, chef-lieu de la municipalité d'Urdaneta (à une dizaine de kilomètres au sud de la ville), se trouve la ferme de « Finca Betania », à environ 65 km de Caracas,. C'est sur ce lieu, aujourd'hui propriété du diocèse qu'est situé le sanctuaire de Betania, officiellement dénommé « sanctuaire diocésaine de Notre-Dame Réconciliatrice de tous les Peuples ».

## Historique

### Avant les apparitions
Le sanctuaire est implanté sur une ancienne exploitation agricole appartenant depuis 1974 à la famille de la voyante. Le précédent propriétaire avait donné le nom de « Betania », à sa ferme en référence à Béthanie, le village de Judée où les amis de Jésus, Marthe, Marie et Lazare habitaient. Cet homme, chrétien évangélique accueillait à l'époque des groupes de prière dans son domaine. Le nom de Betania a été conservé par ses successeurs.
En 1974, la famille Bianchini achète le domaine avec d'autres amis, et s'y installent. Après la première apparition mariale de 1976, ils vont également accueillir des amis chrétiens pour venir prier sur ces lieux, avant même l'enquête canonique et la reconnaissance par l’Église des apparitions. Mais avant l'organisation du culte local, c'est une statue de Notre-Dame de Lourdes qui est installée dans la petite grotte proche du lieu des apparitions,,.

### Les apparitions mariales

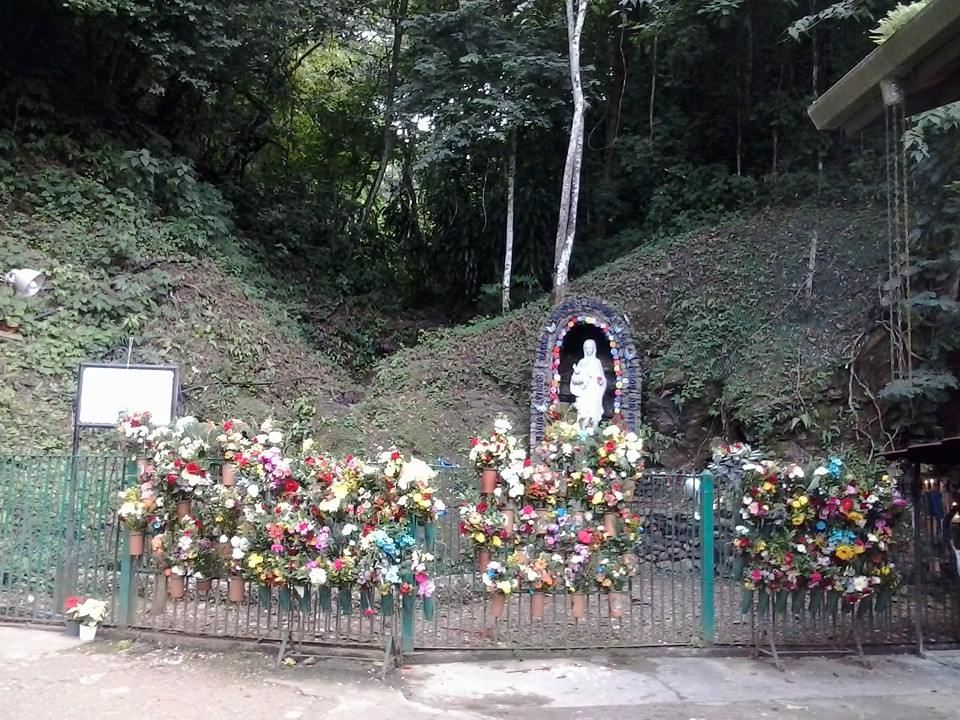
Le lieu de la première apparition, aujourd'hui.

Le 25 mars 1976 a lieu la première apparition dans une grotte près d’une petite rivière au pied d’une colline. Chaque année, le 25 mars, Maria Esperanza et des croyants ou des curieux se rassemblaient à la grotte. Le 25 mars 1984, une centaine de personnes disent avoir vu la Vierge Marie à la grotte, en même temps que la voyante. 
Marie se présente à elle comme « la réconciliatrice de tous les peuples »,.
Après une enquête canonique de trois années, Mgr Bello Ricardo, évêque de Los Teques proclame l’authenticité des apparitions dans une lettre pastorale le 21 novembre 1987,.
Les apparitions se poursuivent jusqu'en 1988, pour la voyantes et d'autres croyants qui l'accompagnent,.

### Construction
Le 28 août 1989, la famille fait don de 4 hectares de terrains au diocèse pour y faire bâtir une église et un lieu de culte. 	
En 2015, l'aménagement du sanctuaire se poursuit avec la mise en place de jardins et d'espaces dédiés à la Vierge, à saint Joseph et au Sacré-Cœur de Jésus. Des travaux d'éclairage et d'illumination sont réalisés en 2021.

### Événements
Le 8 décembre 1991, le père Otty Ossa Arisitzabal célèbre l'Eucharistie en présence des fidèles et de Mme de Bianchini. À la rupture de l'hostie consacrée par le prêtre, trois parties de celle-ci commencent à saigner. Ces éléments sacrés sont mis de côté jusqu'à la fin de la célébration. Des photos et des vidéos ont été pris à lors de cet événement. Une enquête scientifique est organisée. À l'issue, Mgr Pío Bello a confirmé que l'étude scientifique a montré qu'il s'agissait de sang humain , et donc que « le miracle était vrai ». L'évêque a déclaré : « Dieu essaie de nous montrer que notre foi en l'hostie consacrée est authentique ». Par la suite, toutes les informations sur cet événement ont été envoyées à Rome. La commission d'études internationales n'a pas encore donné de réponse officielle,. Ces particules eucharistiques sont aujourd'hui conservées dans une chapelle du couvent des Augustines récollettes du Sacré-Cœur de Jésus du diocèse de Los Teques (dont fait partie la ville de Cúa, et le sanctuaire).
Le 25 mars 2020, une célébration particulière a eu lieu pour fêter le 44e anniversaire des apparitions et demander une intervention céleste pour mettre fin à la pandémie de Covid-19.

## Description

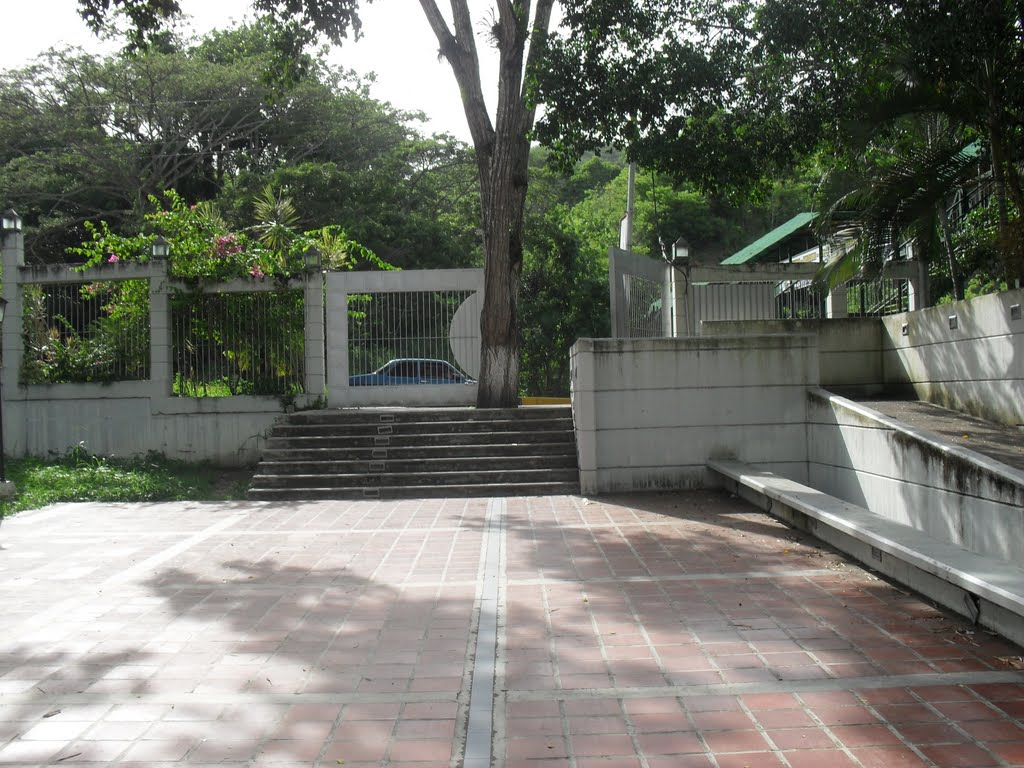
L'entrée du sanctuaire.

Le sanctuaire est composé de trois grandes parties. Une zone d'accueil permettant l'arrivée des pèlerins (parkings, ...), une zone de prière avec l'église et divers lieux de recueillement et de prière, et enfin une zone « des fontaines » où les pèlerins peuvent pratiquer des ablutions et boire l'eau de la source,.
La source locale est considérée par les fidèles comme « miraculeuse ». Celle-ci est captée et distribuée (gratuitement) par des robinets permettant aux pèlerins de la boire et de la rapporter chez eux.
Le lieu des apparitions est matérialisé par un oratoire contenant une statue de Notre-Dame de Betania. Ce lieu est largement décoré de bouquets de fleurs et autres compositions florales portées par les pèlerins.
Des exvotos sont affichés dans le sanctuaire pour remercier la Vierge des grâces reçues.
la chapelle
La chapelle comporte une architecture particulière par le fait qu'elle est ouverte sur ses quatre faces. Les murs porteurs sont composés de colonnes portant le toit a faible pente. La chapelle est ainsi noyée dans la verdure.
Autres lieux de dévotion

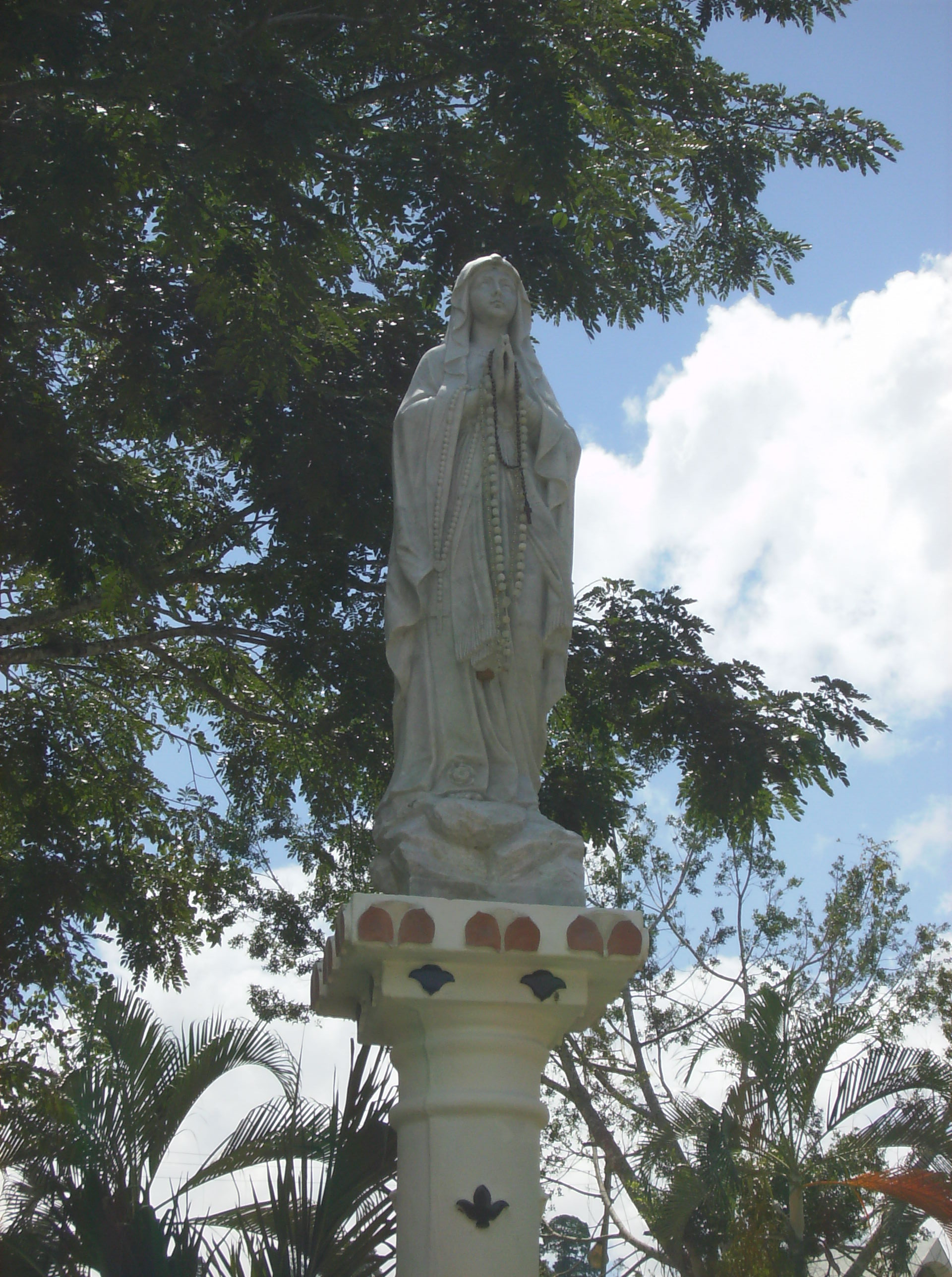
Statue de Notre-Dame de Lourdes sur la place du sanctuaire.

Des jardins dédiés à la Vierge, à saint Joseph et au Sacré-Cœur de Jésus sont ouverts aux pèlerins pour leur permettre de se reposer et de prier.

## Notoriété et reconnaissance
En mai 1992, le sanctuaire est déclaré « patrimoine historique et religieux de Cúa ».
En 2005, le sanctuaire est déclaré « patrimoine historique, architectural et culturel de Miranda » par le gouvernement de l'État de Miranda (région du Venezuela où il est implanté).
En 2009, l’Église vénézuélienne attribue le titre de « sanctuaire Marial diocésain » sous le titre de « Marie, Réconciliatrice de tous les Peuples » au sanctuaire de Betania.
Des pèlerinages sont organisés depuis les États-Unis par des agences de voyages pour les catholiques américains. Les autorités du sanctuaire rapportent une fréquentation en hausse et des pèlerins venant du monde entier.